# Ферндейл (Мічиган)
Ферндейл (англ. Ferndale) — місто (англ. city) в США, в окрузі Окленд штату Мічиган. Населення — 19 190 осіб (2020).

## Географія
Ферндейл розташований за координатами 42°27′33″ пн. ш. 83°7′53″ зх. д. / 42.45917° пн. ш. 83.13139° зх. д. (42.459237, -83.131343).  За даними Бюро перепису населення США в 2010 році місто мало площу 10,05 км², уся площа — суходіл.

## Демографія
Згідно з переписом 2010 року, у місті мешкало 19 900 осіб у 9559 домогосподарствах у складі 4349 родин. Густота населення становила 1981 особа/км².  Було 10477 помешкань (1043/км²).
Расовий склад населення:
| - 84,7 % — білих - 9,6 % — чорних або афроамериканців - 1,3 % — азіатів - 0,5 % — корінних американців - 0,1 % — вихідців з тихоокеанських островів |

До двох чи більше рас належало 3,4 %. Частка іспаномовних становила 2,8 % від усіх жителів.
За віковим діапазоном населення розподілялося таким чином: 16,5 % — особи молодші 18 років, 74,6 % — особи у віці 18—64 років, 8,9 % — особи у віці 65 років та старші. Медіана віку мешканця становила 35,6 року. На 100 осіб жіночої статі у місті припадало 99,7 чоловіків;  на 100 жінок у віці від 18 років та старших — 99,1 чоловіків також старших 18 років.
Середній дохід на одне домашнє господарство  становив 65 489 доларів США (медіана — 51 312), а середній дохід на одну сім'ю — 74 042 долари (медіана — 58 700). Медіана доходів становила 49 173 долари для чоловіків та 40 882 долари для жінок. За межею бідності перебувало 17,0 % осіб, у тому числі 31,3 % дітей у віці до 18 років та 6,5 % осіб у віці 65 років та старших.
Цивільне працевлаштоване населення становило 11 683 особи. Основні галузі зайнятості: освіта, охорона здоров'я та соціальна допомога — 22,5 %, науковці, спеціалісти, менеджери — 16,5 %, роздрібна торгівля — 11,9 %, виробництво — 11,9 %.